# 東飯能駅

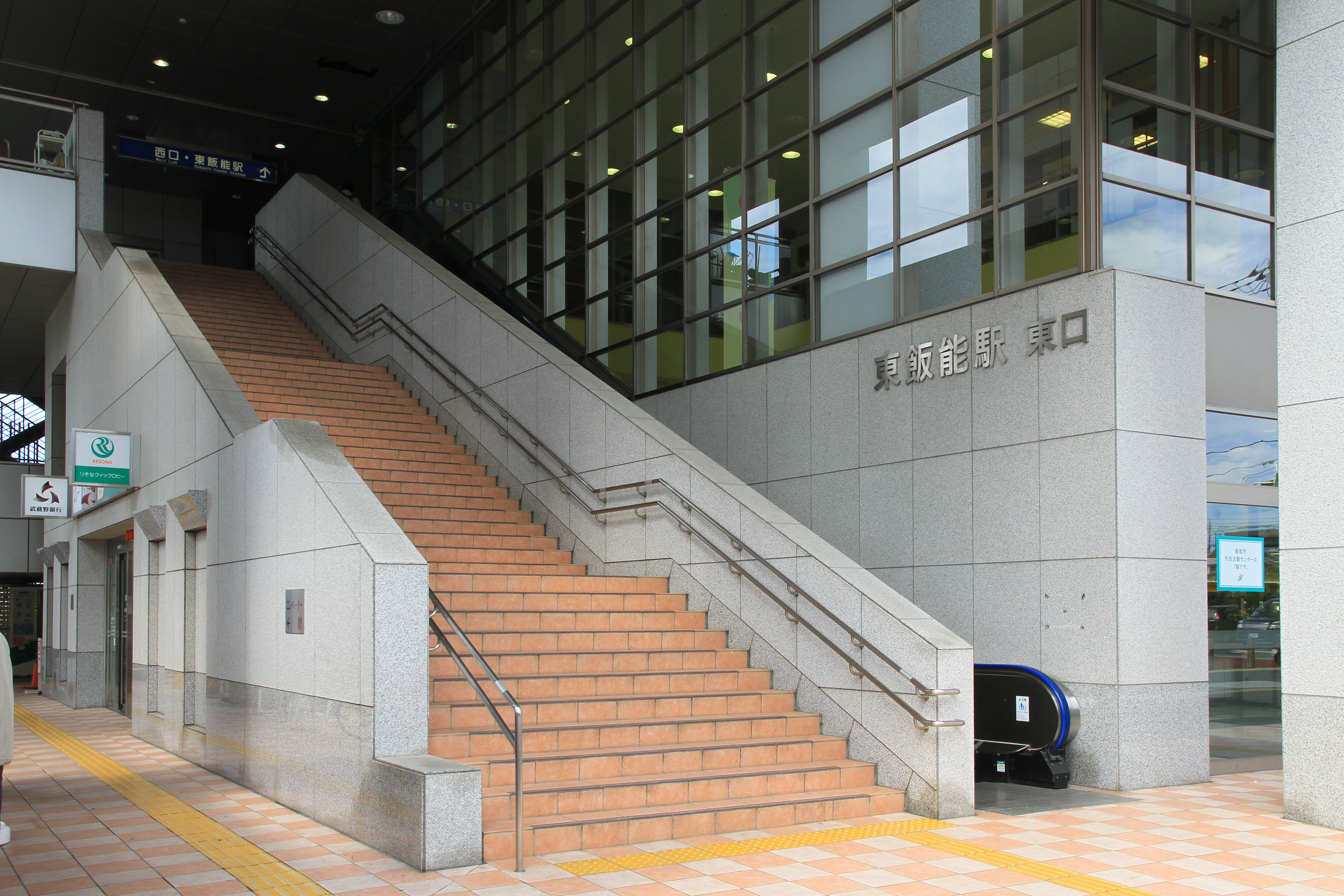
東口（2011年9月）

東飯能駅（ひがしはんのうえき）は、埼玉県飯能市東町（あずまちょう）にある、東日本旅客鉄道（JR東日本）・西武鉄道の駅である。

## 乗り入れ路線
JR東日本の八高線と、西武鉄道の池袋線が乗り入れており、接続駅となっている。
- JR東日本：■ 八高線
- 西武鉄道： 池袋線 - 駅番号「SI27」

## 歴史
- 1931年（昭和6年）12月10日：開業[2]。国有鉄道（後のJR）八高南線八王子駅 - 当駅間開業と同時に、隣接する武蔵野鉄道（現在の西武池袋線の前身）飯能駅 - 高麗駅間に武蔵野鉄道の駅が開業した。八高南線の開業時は当駅が終着駅であった。
- 1932年（昭和7年）2月11日：東飯能駅前売店が開店する。[3]
- 1933年（昭和8年）4月15日：八高南線の当駅 - 越生駅間が開業、途中駅となる。
- 1934年（昭和9年）10月6日：八高南線が八高線に改称（八高線全通）。
- 1973年（昭和48年）：駅前売店が鉄道弘済会の経営になる。[3]
- 1976年（昭和51年）7月21日：国鉄駅での貨物の取り扱いを廃止[2]。
- 1984年（昭和59年）2月1日：荷物扱い廃止[2]。
- 1987年（昭和62年）4月1日：国鉄分割民営化に伴い、国鉄の駅は東日本旅客鉄道（JR東日本）の駅となる[2]。同日、駅前売店が閉店する。[3]
- 1996年（平成8年）3月16日：八高線八王子 - 高麗川間が電化される[4]。
- 1999年（平成11年）2月10日：橋上駅舎の使用を開始[5][6]。同時にJRと西武の改札を分離[7]。JRで自動改札機の使用を開始[7]。
- 2000年（平成12年）10月6日：東西自由通路開通および東口開設。駅ビルに丸広百貨店東飯能店が開店。ただし同店は2006年4月30日に売り上げ不振により閉店。
- 2001年（平成13年）11月18日：JR東日本でICカード「Suica」の利用が可能となる[広報 1]。
- 2007年（平成19年）3月18日：西武鉄道でICカード「PASMO」の利用が可能となる[8]。
- 2009年（平成21年）9月11日：駅ビルに丸広百貨店飯能店が移転。
- 2015年（平成27年）12月23日：指定席券売機を導入。
- 2016年（平成28年）2月29日：みどりの窓口の営業を終了。
- 2024年（令和6年）4月1日：西武鉄道で駅係員によるインターホンでご案内する遠隔対応駅へ変更するとともに、窓口での切符等の販売を終了[9][10]。

## 駅構造
西武鉄道・JR東日本それぞれに橋上駅舎を有しているが、両社の改札口は分離され、自由通路で連絡している。
改札口はそれぞれ独立しているが、西武池袋線とJR八高線のホーム番号は連番で設定されている（このため、西武線は単式ホーム1面1線でありながら番号が振られている一方、JR線としての1番線は欠番となっている）。
両社ともにバリアフリー設備として多機能トイレやエレベーター・エスカレーターを設置している。
橋上駅舎化前は、改札を共用し、西口側に西武鉄道が管理する駅舎があり、東口側には出入口がなかった。駅舎は西武線ホームに直結し、西武池袋線とJR八高線のホームは地下道で連絡していた。国鉄の合理化により、1982年から改札分離が実施される1999年までは西武鉄道が出改札業務を行っていた。
駅舎外（改札の外）にはKIOSKが立地していたが、現在は撤去されている。

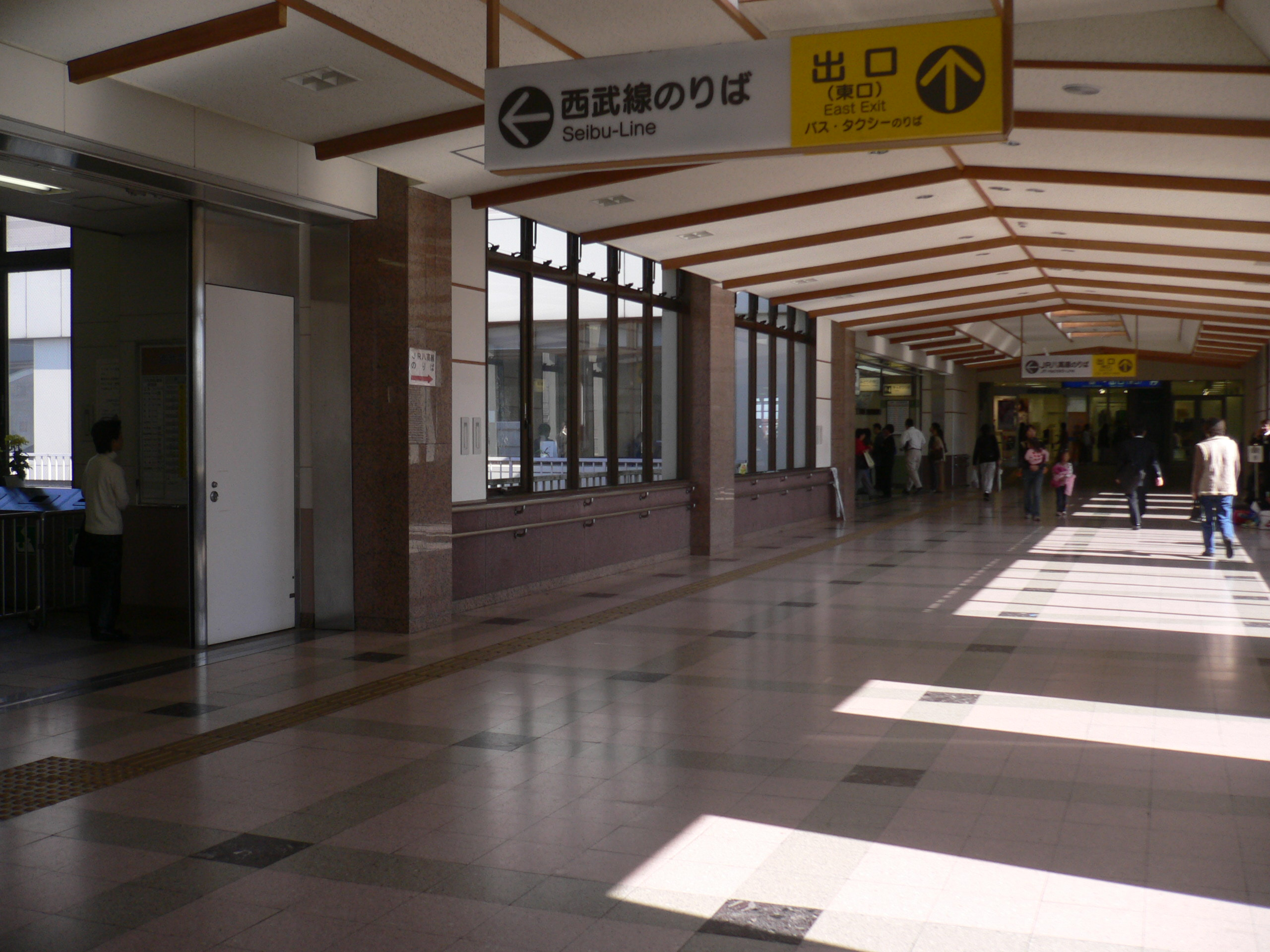
自由通路（2005年11月）

### JR東日本
島式ホーム1面2線を有する地上駅。かつては3番線側に待避線が敷設されていたが、現在は廃止され、一部の線路が残るのみである。貨物列車運行当時は、ここで旅客列車を優先させるため貨物列車が待避することがあった。拝島営業統括センター（高麗川駅）が管理する業務委託駅で、JR東日本ステーションサービスが業務を行っている。ただし、お客さまサポートコールシステムが導入されており、一部時間帯を除いて遠隔対応のため改札係員は不在となる。
2・3番線とも両方向に出発信号機が設置され、非常時には当駅で折り返しが可能である。
2015年12月23日には指定席券売機が設置されたため、みどりの窓口は2016年2月29日をもって営業を終了した。

#### のりば

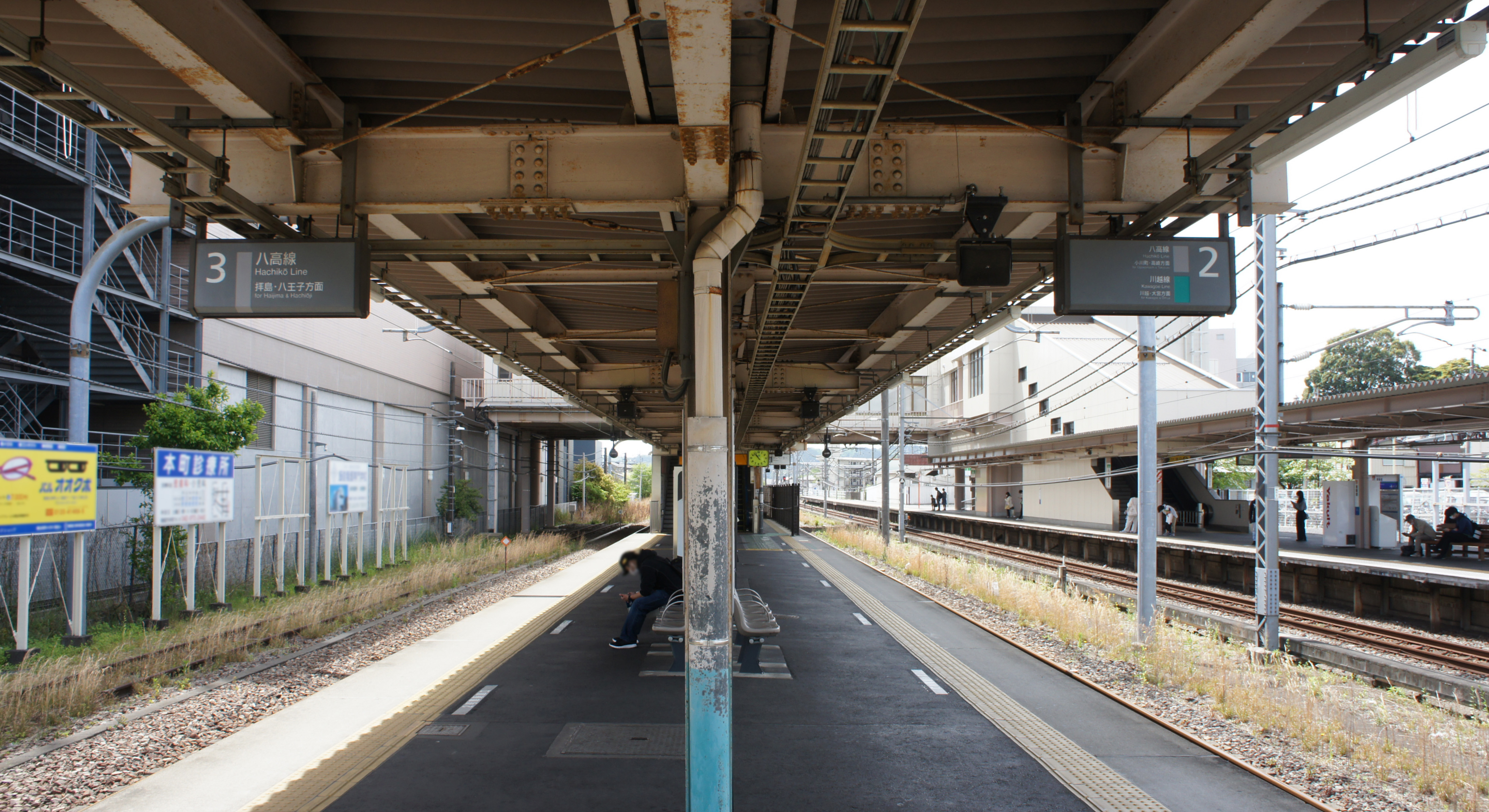
ホーム（2021年4月）

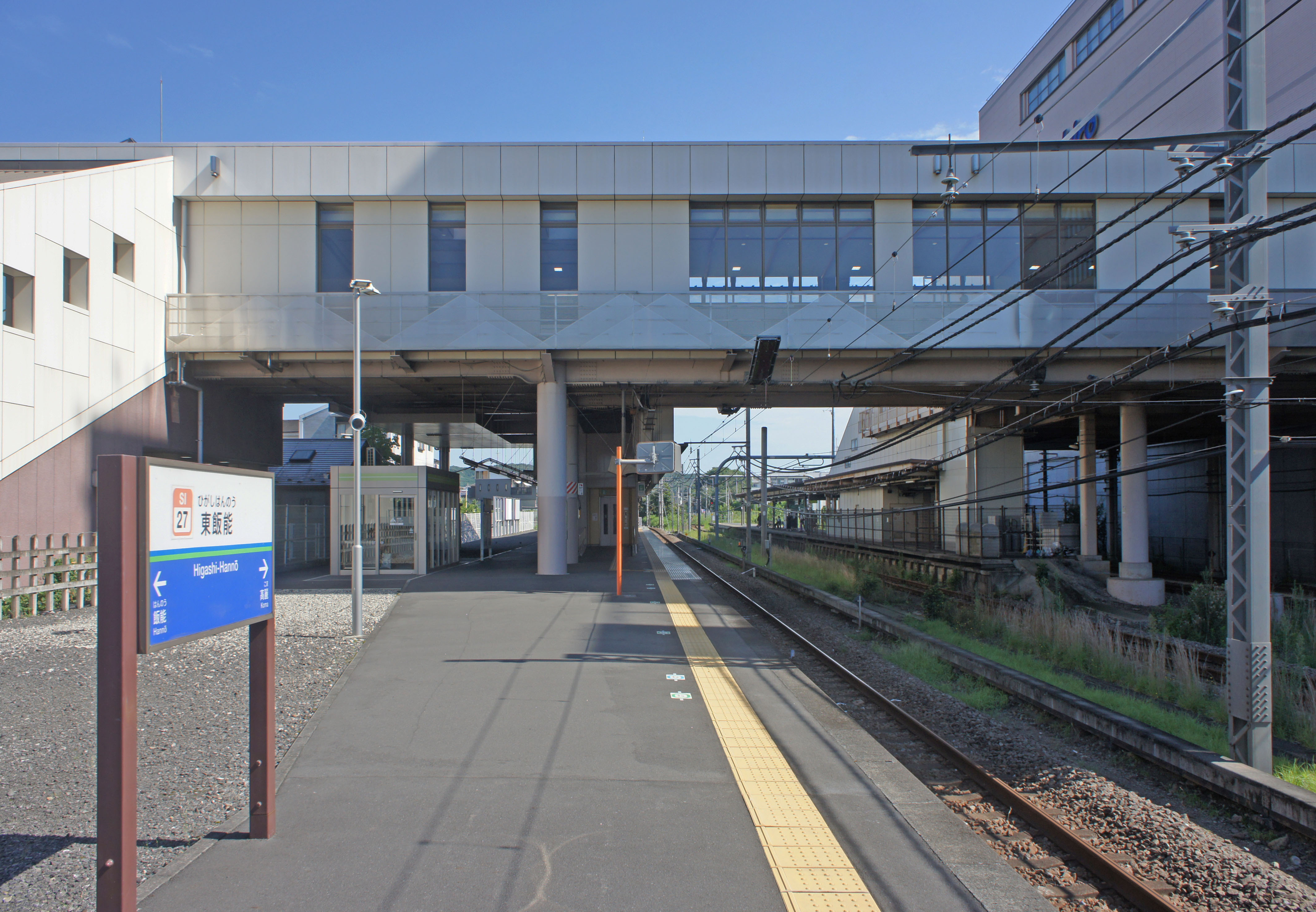
ホーム（2022年7月）

| 番線 | 路線    | 方向 | 行先             | 備考                                                 |
| ---- | ------- | ---- | ---------------- | ---------------------------------------------------- |
| 2    | ■八高線 | 下り | 小川町・高崎方面 | 小川町・高崎方面は高麗川で、大宮方面は川越で乗り換え |
| 2    | ■川越線 | 下り | 川越・大宮方面   | 小川町・高崎方面は高麗川で、大宮方面は川越で乗り換え |
| 3    | ■八高線 | 上り | 拝島・八王子方面 |                                                      |

（出典：JR東日本:駅構内図）
- ホーム（2021年4月）

### 西武鉄道
単式ホーム1面1線を有する地上駅で、ホーム有効長は10両編成分である。駅番号はSI27。
2008年10月10日より待合室の使用を開始した。独自設計として、地元産の西川材を利用したベンチが設置されている。

#### のりば
| ホーム | 路線   | 方向 | 行先                 |
| ------ | ------ | ---- | -------------------- |
| 1      | 池袋線 | 上り | 飯能・所沢・池袋方面 |
| 1      | 池袋線 | 下り | 吾野・西武秩父方面   |

（出典：西武鉄道:駅構内図）
- ホーム（2022年7月）

#### 飯能短絡線（未成線）
隣の飯能駅はスイッチバック（折り返し形構造）式で、池袋方面と西武秩父方面とを直通運転する列車は同駅での方向転換が必要なため、解消策として当駅と笠縫信号所（元加治駅 - 飯能駅間、廃止）との間に連絡線（飯能短絡線）の建設が予定され、土地は複線分で北飯能信号所 - 当駅（島式1面2線化） - 笠縫信号所間に確保されている。
ただし現在、機関車の付け替えを要する貨物列車が廃止され、スイッチバックによる支障が軽減された事もあり、工事は無期限での休止状態となっている。西武鉄道は「将来、武蔵丘車両基地や武蔵丘車両検修場との回送や入出場列車や検査時の入出場往来のメリットがある」として、あくまで「工事は『休止』」との見解を表明している。

## 利用状況
- JR東日本 - 2023年度（令和5年度）の1日平均乗車人員は5,344人である[JR 1]。
- 西武鉄道 - 2024年度（令和6年度）の1日平均乗降人員は5,336人である[西武 1]。
西武鉄道全92駅中79位。乗換駅ではあるが、1駅隣（池袋方面）の飯能駅よりも少ない。

### 年度別1日平均乗降人員
各年度の1日平均乗降人員数は下表のとおり（西武鉄道のみ）。
| 年度               | 西武鉄道         | 西武鉄道 |
| 年度               | 1日平均 乗降人員 | 増加率   |
| ------------------ | ---------------- | -------- |
| 1990年（平成02年） | 4,638            |          |
| 1991年（平成03年） | 4,956            | 2.4%     |
| 1992年（平成04年） | 4,905            | −1.0%    |
| 1993年（平成05年） | 4,754            | −3.1%    |
| 1994年（平成06年） | 4,631            | −2.6%    |
| 1995年（平成07年） | 4,578            | −1.1%    |
| 1996年（平成08年） | 4,664            | 1.9%     |
| 1997年（平成09年） | 4,627            | −0.8%    |
| 1998年（平成10年） | 4,476            | −3.3%    |
| 1999年（平成11年） | 4,594            | 2.6%     |
| 2000年（平成12年） | 4,670            | 1.7%     |
| 2001年（平成13年） | 4,839            | 3.6%     |
| 2002年（平成14年） | 4,851            | 0.2%     |
| 2003年（平成15年） | 4,868            | 0.4%     |
| 2004年（平成16年） | 4,929            | 1.3%     |
| 2005年（平成17年） | 5,096            | 3.4%     |
| 2006年（平成18年） | 4,841            | −5.0%    |
| 2007年（平成19年） | 4,946            | 2.2%     |
| 2008年（平成20年） | 5,174            | 4.6%     |
| 2009年（平成21年） | 5,305            | 2.5%     |
| 2010年（平成22年） | 5,351            | 0.9%     |
| 2011年（平成23年） | 5,213            | −2.6%    |
| 2012年（平成24年） | 5,338            | 2.4%     |
| 2013年（平成25年） | 5,478            | 2.6%     |
| 2014年（平成26年） | 5,455            | −0.4%    |
| 2015年（平成27年） | 5,491            | 0.7%     |
| 2016年（平成28年） | 5,563            | 1.3%     |
| 2017年（平成29年） | 5,648            | 1.5%     |
| 2018年（平成30年） | 5,681            | 0.6%     |
| 2019年（令和元年） | 5,651            | −0.5%    |
| 2020年（令和02年） | 4,141            | −26.7%   |
| 2021年（令和03年） | 4,535            | 9.5%     |
| 2021年（令和03年） | 4,965            | 9.5%     |
| 2023年（令和05年） | 5,116            | 3.0%     |
| 2024年（令和06年） | 5,336            | 4.3%     |

### 年度別1日平均乗車人員
各年度の1日平均乗車人員数は下表のとおり。
| 年度               | JR東日本 | 西武鉄道 | 出典              |
| ------------------ | -------- | -------- | ----------------- |
| 1990年（平成02年） | 4,234    | 2,299    |                   |
| 1991年（平成03年） | 4,478    | 2,353    |                   |
| 1992年（平成04年） | 4,549    | 2,309    |                   |
| 1993年（平成05年） | 4,696    | 2,226    |                   |
| 1994年（平成06年） | 4,758    | 2,170    |                   |
| 1995年（平成07年） | 4,821    | 2,129    |                   |
| 1996年（平成08年） | 5,365    | 2,176    |                   |
| 1997年（平成09年） | 5,513    | 2,172    |                   |
| 1998年（平成10年） | 5,873    | 2,139    |                   |
| 1999年（平成11年） | 6,004    | 2,287    | [ 埼玉県統計 1 ]  |
| 2000年（平成12年） | 6,080    | 2,361    | [ 埼玉県統計 2 ]  |
| 2001年（平成13年） | 6,016    | 2,479    | [ 埼玉県統計 3 ]  |
| 2002年（平成14年） | 5,970    | 2,486    | [ 埼玉県統計 4 ]  |
| 2003年（平成15年） | 5,822    | 2,507    | [ 埼玉県統計 5 ]  |
| 2004年（平成16年） | 5,883    | 2,544    | [ 埼玉県統計 6 ]  |
| 2005年（平成17年） | 5,944    | 2,622    | [ 埼玉県統計 7 ]  |
| 2006年（平成18年） | 5,842    | 2,469    | [ 埼玉県統計 8 ]  |
| 2007年（平成19年） | 5,780    | 2,504    | [ 埼玉県統計 9 ]  |
| 2008年（平成20年） | 5,810    | 2,618    | [ 埼玉県統計 10 ] |
| 2009年（平成21年） | 5,733    | 2,679    | [ 埼玉県統計 11 ] |
| 2010年（平成22年） | 5,599    | 2,639    | [ 埼玉県統計 12 ] |
| 2011年（平成23年） | 5,422    | 2,555    | [ 埼玉県統計 13 ] |
| 2012年（平成24年） | 5,505    | 2,623    | [ 埼玉県統計 14 ] |
| 2013年（平成25年） | 5,583    | 2,706    | [ 埼玉県統計 15 ] |
| 2014年（平成26年） | 5,540    | 2,689    | [ 埼玉県統計 16 ] |
| 2015年（平成27年） | 5,694    | 2,715    | [ 埼玉県統計 17 ] |
| 2016年（平成28年） | 5,661    | 2,750    | [ 埼玉県統計 18 ] |
| 2017年（平成29年） | 5,669    | 2,785    | [ 埼玉県統計 19 ] |
| 2018年（平成30年） | 5,678    | 2,804    | [ 埼玉県統計 20 ] |
| 2019年（令和元年） | 5,751    | 2,785    | [ 埼玉県統計 21 ] |
| 2020年（令和02年） | 4,150    | 2,052    | [ 埼玉県統計 22 ] |
| 2021年（令和03年） | 4,687    | 2,244    | [ 埼玉県統計 23 ] |
| 2022年（令和04年） | 5,038    | 2,461    | [ 埼玉県統計 24 ] |
| 2023年（令和05年） | 5,344    | 2,545    | [ 埼玉県統計 25 ] |

## 駅周辺

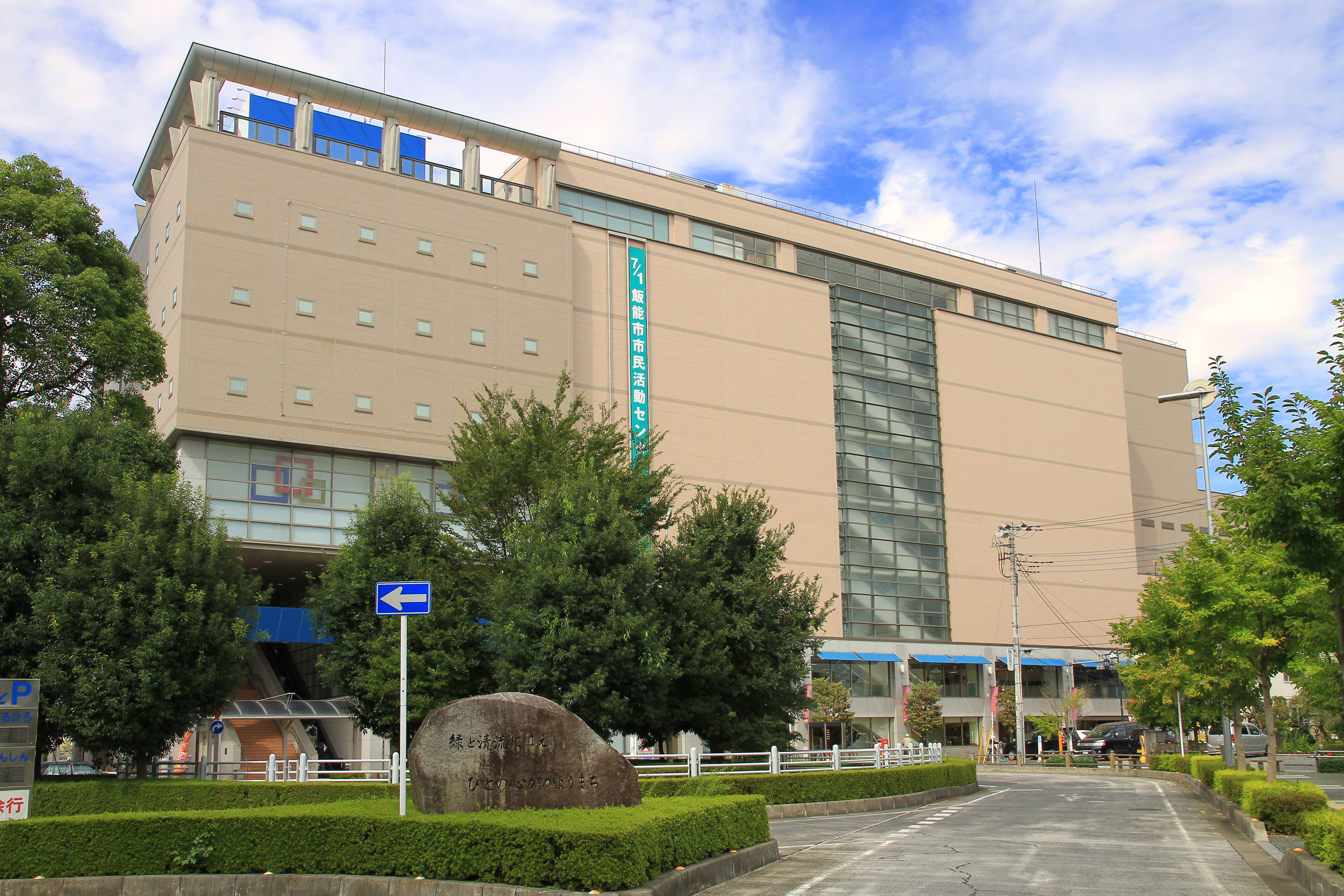
駅ビル（丸広百貨店）

### 西口
- 飯能駅（徒歩約10分、約800m）
- タクシー乗り場
- 公衆便所 - タクシー乗り場付近に設置。
- ファミリーマート東飯能駅西口店（構内店舗[14]）
- セブンイレブン 飯能東町店
- クリエイトエスディー 飯能東町店
- 国道299号
- 埼玉県道185号東飯能停車場線 - 名栗街道方面へ接続
- 埼玉県道347号馬引沢飯能線
- 飯能郵便局
- 国際興業バス飯能営業所
- 大川学園高等学校・大川学園高等専修学校
- 聖望学園中学校・高等学校
- 埼玉県立飯能高等学校

### 東口
- タクシー乗り場
- 丸広百貨店飯能店[注釈 3]
  - 飯能市市民活動センター
- マロウドイン飯能
- 飯能双柳郵便局
- 国道299号
  - 国道299号（飯能狭山バイパス）
- 飯能市役所本庁舎
- 飯能市総合福祉センター
- 飯能市保健センター
- 飯能市富士見公民館
  - 飯能市立図書館富士見分室
- 飯能市勤労青少年ホーム
- 飯能合同庁舎
- 埼玉県飯能県土整備事務所
- 飯能簡易裁判所
- 飯能公共職業安定所（ハローワーク）
- 埼玉県飯能合同庁舎
- 埼玉県飯能警察署
- 飯能靖和病院
- 飯能老年病センター
- 東京電力飯能営業センター
- 飯能市立飯能第一中学校
- 飯能市立富士見小学校
- 飯能地区医師会立飯能看護専門学校
- 大川学園医療福祉専門学校

## バス路線
| のりば | 運行事業者                               | 系統・行先 |
| 西口   | 西口                                     | 西口 |
| ------ | ---------------------------------------- | --- |
| －     | 国際興業バス                             | - 飯01・飯01-2：湯の沢 - 飯02・飯02-2：名栗車庫 - 飯03・飯03-2：名郷 - 飯04：中沢 - 飯05：中藤（青石橋） - 飯06：上赤沢 - 飯11：間野黒指 - 飯15：双柳循環（双柳小先回り / 工場前先回り） - 飯01 - 飯06・飯11・飯15・飯15-2：飯能駅 |
| 東口   |                                          | |
| 1      | 西武バス                                 | 狭山26：狭山市駅西口 / 飯能駅北口 |
| 2      | - 西武バス - 国際興業バス - イーグルバス | ｍ02（直行）：メッツァ |

備考
西口のうち、上記各系統の「東飯能駅」バス停留所は駅からやや離れた場所にあるが、これとは別に駅前広場ロータリーに「東飯能駅駅前広場」停留所があり、上記系統のうち飯能駅発上赤沢・名栗車庫・名郷・湯の沢・中沢・中藤・間野黒指行が終日停車する。

## 隣の駅
東日本旅客鉄道（JR東日本）
■八高線
金子駅 - 東飯能駅 - 高麗川駅
西武鉄道

 池袋線
飯能駅 (SI26) - 東飯能駅 (SI27) - （北飯能信号場） - （武蔵丘信号場） - 高麗駅 (SI28)